# 11516 Arthurpage
11516 Arthurpage eller 1991 ED är en asteroid i huvudbältet som upptäcktes den 6 mars 1991 av den japanska astronomen Tsutomu Seki vid Geisei-observatoriet. Den är uppkallad efter astronomen Arthur Page.
Den tillhör asteroidgruppen Vesta.